# Georg Thormann
Georg Thormann (* 9. Dezember 1655 in Bern; † 18. März 1708) war ein Schweizer evangelischer Geistlicher.

## Leben

### Familie
Georg Thormann entstammte der Patrizierfamilie Thormann und war der Sohn des Landvogts Gabriel Thormann (* 15. November 1612 in Burgdorf; † 1664) und dessen Ehefrau Margaretha (* 9. November 1620 in Bern), Tochter von Vinzenz Stürler (* 16. April 1592 in Oron; † 2. August 1670), Vogt von Moudon und Venner zu Gerwern; zu seinen Geschwistern gehörten unter anderem der spätere obrigkeitliche Drucker und  Deutschseckelmeister Gabriel Thormann (1653–1716) sowie der Bannerherr Hieronymus Thormann (1658–1733). Über seinen Onkel Georg Thormann (1609–1654), Landvogt von Landshut, und dessen Ehefrau Maria Tscharner (1609–1639) war er mit Beat Ludwig von Muralt verwandt.
Er war mit Marthe (geb. de l’Isle) aus Paris verheiratet; gemeinsam hatten sie drei Kinder:
- Johannes Thormann (* 16. April 1682 in Bern; † 21. August 1749 ebenda), Salzbuchhalter, verheiratet mit  Katharina (* 1685 in Lützelflüh; † 19. Januar 1754 in Bern), Tochter des Generalleutnants und  Feldmarschalls in österreichischen Diensten Hans Jakob Schellenberg (1634–1714),[5] und Grossvater des Ökonomen Niklaus Anton Kirchberger;
- Martha Margaretha Thormann (* 6. Juni 1684 in Bern; † in der Kindheit);
- Gabriel Thormann (* 8. Januar 1688 in Lützelflüh; † 1713).

### Werdegang
Nach seinem Theologiestudium in Paris kehrte Georg Thormann nach Bern zurück, wirkte in der Zeit von 1681 bis 1684 als welscher Pfarrer in Bern und erhielt 1683 einen Sitz in der Refugiantenkammer (Exulantenkammer).
Von 1684 bis 1708 war er Pfarrer in Lützelflüh und in dieser Zeit gleichzeitig von 1696 bis 1708 Dekan des Kapitels Burgdorf; sein Vikar war Samuel Schumacher, der später für den Pietismus im Oberaargau und als Verbindungsmann zwischen dem Berner und dem Zürcher Zweig der Bewegung eine wichtige Rolle spielte.

### Geistliches und theologisches Wirken
Georg Thormann setzte sich zusammen mit seiner Ehefrau für die verfolgten Hugenotten ein und verfasste aus kirchlicher Perspektive einen zugleich kritischen und selbstkritischen Traktat über das Täufertum. Er lobte 1693 in seiner Schrift Probier-Stein des Täufertums die Glaubenstreue und sittlich-moralische Lebensführung der Täufer. Für die Unterdrückung der Täufer liess er, obwohl er ihre Theologie kritisierte, nur politische Gründe gelten, so verurteilte er deren Ungehorsam bei der Eid- und Waffenverweigerung gegenüber der von Gott gesetzten Obrigkeit. 
Er gehörte als Autor viel gelesener Erbauungsschriften zu den Vorläufern des Berner Pietismus und zeigte auf, wie die Obrigkeit durch ihr eigenes Vorbild die Täufer von deren Irrglauben abbringen könnte;  nur wenn Pfarrer und Magistrat ihrer Berufung nachlebten, würden Kirche und Staat ihre Glaubwürdigkeit zurückgewinnen. Das Täufertum spiegelte für ihn wider, was die Kirche versäumt hatte. Seine Täuferkritik war zugleich Kirchen- und Gesellschaftskritik; eine Kritik, die schon der Zürcher Antistes Johann Jakob Breitinger erhoben hatte.
Georg Thormann wurde ein Wegbereiter des Pietismus in Bern, der das harte Vorgehen der Obrigkeit gegen die Täufer ablehnte.

## Schriften (Auswahl)
- Jesus in uns, und wir in Ihme. Bern 1688.
- Das Gebätt Des Herren im Geist und in der Warheit, oder Das Heilige Unser Vatter. Bern 1690.
- Réponse succincte au traité intitulé: décision fondamentale d’une question depuis peu renouvellée laquelle des deux religions, la luthérienne ou la réformée, se rapporte le mieux à la Sainte Ecriture? Bern 1691.
- Probier-Stein, oder, Schrifftmässige, und auss dem wahren innerlichen Christenthumb hargenommene, gewissenhaffte Prüffung des Täufferthums. Bern: In Hoch-Obrigkeitlicher Druckerey, durch Andreas Hügenet, 1693.